# Niotkuda s ljubovju, ili Vesjolyje pokhorony
Niotkuda s ljubovju, ili Vesjolyje pokhorony (russisk: Ниоткуда с любовью, или Весёлые похороны) er en russisk spillefilm fra 2007 af Vladimir Fokin.

## Medvirkende
- Aleksandr Abdulov som Alik
- Anna Aleksakhina som Nina
- Elena Rufanova som Irina Pearson
- Polina Fokina som Valentina
- Anna Dvorzjetskaja